# Voszkreszenszkojei járás (Nyizsnyij Novgorod-i terület)

A Voszkreszenszkojei járás a Nyizsnyij Novgorod-i területen

A Voszkreszenszkojei járás (oroszul Воскресенский муниципальный район) Oroszország egyik járása a Nyizsnyij Novgorod-i területen. Székhelye Voszkreszenszkoje.

## Népesség
- 1989-ben 29 360 lakosa volt.
- 2002-ben 25 083 lakosa volt.
- 2010-ben 21 645 lakosa volt, melynek 98,2%-a orosz.